# Nardole
Nardole é um personagem fictício criado por Steven Moffat e interpretado por Matt Lucas na série de ficção científica britânica Doctor Who. Apresentado pela primeira vez no episódio natalino de 2015, "The Husbands of River Song", Nardole servia como um acompanhante de River Song antes de sua morte. Mais tarde, ele se torna uma companhia do Décimo segundo Doutor, interpretado por Peter Capaldi.
Ele é notável por ser a primeira companhia regular alienígena na série moderna, bem como o primeiro na série em mais de 30 anos.

## História
Nardole é introduzido especial natalino "The Husbands of River Song" em 2015. Ele foi contratado pela professora River Song como seu acompanhante e servo em Mendorax Dellora no dia de Natal de 5343. Ele inconscientemente juntou o Décimo segundo Doutor e River, confundindo o Doutor com um cirurgião que River tinha solicitado para extrair um diamante da cabeça do rei Hidroflax. Durante o episódio, Nardole teve sua cabeça cortada, mas conseguiu sobreviver porque foi carregado no corpo de ciborgue do rei Hydroflax.
No Natal especial de 2016 "The Return of Doctor Mysterio",  Nardole apareceu como o companheiro do Doutor, que de alguma forma reconectou sua cabeça a seu corpo. Nardole juntou-se então ao Doutor como um companheiro (e "co-Doutor") de modo que ele tivesse alguém para o parar de ir demasiado longe sabendo que River estava a ponto de morrer na biblioteca.
No episódio de 2017 "The Pilot", Nardole escolta Bill Potts ao escritório da universidade do Doutor, e faz um som mecânico quando levanta o braço e solta um parafuso, sugerindo que seu corpo é cibernético.

## Escolha e desenvolvimento
Em novembro de 2015, foi anunciado que Matt Lucas apareceria em "The Husbands of River Song" como um personagem convidado chamado Nardole. Em 14 de junho de 2016 foi confirmado que Nardole iria retornar no especial de Natal de 2016 como companheiro do Doutor e permaneceria neste papel na décima temporada. Steven Moffat disse que Lucas queria interpretar Nardole novamente e assim ele resolveu trazer Nardole de volta como um personagem regular. Nardole é a primeira companhia regular alienígena do Doutor na série moderna, bem como o primeiro na série em mais de 30 anos.